# Justicia viridescens
Justicia viridescens là một loài thực vật có hoa trong họ Ô rô. Loài này được (Leonard) T.F. Daniel mô tả khoa học đầu tiên năm 2003.